# Pherusa cincta
Pherusa cincta är en ringmaskart som först beskrevs av William Aitcheson Haswell 1892.  Pherusa cincta ingår i släktet Pherusa och familjen Flabelligeridae. Inga underarter finns listade i Catalogue of Life.